# Macon (Missouri)
Macon è un comune degli Stati Uniti d'America, situato nello Stato del Missouri, nella contea di Macon, della quale è il capoluogo.